# Грабовци (Рума)
Грабовци су насеље у општини Рума, у Сремском округу, у Србији.
Село се налази у јужном делу општине Рума. Према попису из 2022. било је 964 становника.

## Историја
Нема много писаних трагова о историји села. Први запис о Грабовцима на Сави је из 1391. године. Забележени су и у фалсификованој повељи манастира Крушедол. Значајније насељавање је обављено у временима српске деспотовине Вука Бранковића (Змај Огњени Вук) у Срему крајем 15. века. Из средине 18. века има следећих података:
- 1756. године имали су 80 домова
- 1766. 135 домова
- 1774. 148 домова
- 1791. 127 домова са 731 становника
- 1808. 824 становника
- 1810. 154 дома

У селу постоји осмогодишња школа, дом здравља, пошта, православна црква Св. великомученика Георгија (подигнута 1742. г.), фудбалски клуб „Граничар“ и други друштвени и привредни објекти. Недалеко од села протиче река Сава, кроз само село канал Врањ а недалеко је и Обедска бара.
Становништво је познато по узгоју свиња, паприке и лубеница, а у околним шумама има разних шумских плодова (па чак и чувених белих тартуфа).

## Демографија
У насељу Грабовци живи 1157 пунолетних становника, а просечна старост становништва износи 40,7 година (39,2 код мушкараца и 42,1 код жена). У насељу има 499 домаћинстава, а просечан број чланова по домаћинству је 2,97.
Ово насеље је великим делом насељено Србима (према попису из 2002. године), а у последња три пописа, примећен је пад у броју становника.
|  |

| Демографија | Демографија | Демографија |
| Година      | Становника  | Становника  |
| ----------- | ----------- | ----------- |
| 1948.       | 1.434       |             |
| 1953.       | 1.712       |             |
| 1961.       | 1.742       |             |
| 1971.       | 1.728       |             |
| 1981.       | 1.594       |             |
| 1991.       | 1.488       | 1.463       |
| 2002.       | 1.480       | 1.513       |
| 2011.       | 1.189       |             |

| Етнички састав према попису из 2002.‍ | Етнички састав према попису из 2002.‍ | Етнички састав према попису из 2002.‍ | Етнички састав према попису из 2002.‍ | Етнички састав према попису из 2002.‍ |
| ------------------------------------ | ------------------------------------ | ------------------------------------ | ------------------------------------ | ------------------------------------ |
|                                      |                                      |                                      |                                      |                                      |
| Срби                                 | Срби                                 |                                      | 1.415                                | 95,60%                               |
| Роми                                 | Роми                                 |                                      | 25                                   | 1,68%                                |
| Македонци                            | Македонци                            |                                      | 9                                    | 0,60%                                |
| Црногорци                            | Црногорци                            |                                      | 3                                    | 0,20%                                |
| Хрвати                               | Хрвати                               |                                      | 3                                    | 0,20%                                |
| Југословени                          | Југословени                          |                                      | 2                                    | 0,13%                                |
| Русини                               | Русини                               |                                      | 1                                    | 0,06%                                |
| Муслимани                            | Муслимани                            |                                      | 1                                    | 0,06%                                |
| Мађари                               | Мађари                               |                                      | 1                                    | 0,06%                                |
| непознато                            | непознато                            |                                      | 10                                   | 0,67%                                |

| Година пописа     | 1948. | 1953. | 1961. | 1971. | 1981. | 1991. | 2002. |
| ----------------- | ----- | ----- | ----- | ----- | ----- | ----- | ----- |
| Број домаћинстава | 352   | 444   | 453   | 476   | 455   | 487   | 499   |

| Број чланова      | 1   | 2   | 3  | 4  | 5  | 6  | 7 | 8 | 9 | 10 и више | Просек |
| ----------------- | --- | --- | -- | -- | -- | -- | - | - | - | --------- | ------ |
| Број домаћинстава | 106 | 136 | 78 | 90 | 53 | 25 | 5 | 1 | 2 | 3         | 2,97   |

| Пол    | Укупно | Неожењен/Неудата | Ожењен/Удата | Удовац/Удовица | Разведен/Разведена | Непознато |
| ------ | ------ | ---------------- | ------------ | -------------- | ------------------ | --------- |
| Мушки  | 601    | 170              | 369          | 42             | 20                 | 0         |
| Женски | 604    | 90               | 374          | 124            | 16                 | 0         |
| УКУПНО | 1.205  | 260              | 743          | 166            | 36                 | 0         |

| Пол    | Укупно                    | Пољопривреда, лов и шумарство | Рибарство                            | Вађење руде и камена | Прерађивачка индустрија       |
| ------ | ------------------------- | ----------------------------- | ------------------------------------ | -------------------- | ----------------------------- |
| Мушки  | 347                       | 213                           | 0                                    | 0                    | 46                            |
| Женски | 159                       | 109                           | 0                                    | 0                    | 15                            |
| УКУПНО | 506                       | 322                           | 0                                    | 0                    | 61                            |
| Пол    | Производња и снабдевање   | Грађевинарство                | Трговина                             | Хотели и ресторани   | Саобраћај, складиштење и везе |
| Мушки  | 1                         | 31                            | 5                                    | 1                    | 7                             |
| Женски | 0                         | 2                             | 6                                    | 1                    | 1                             |
| УКУПНО | 1                         | 33                            | 11                                   | 2                    | 8                             |
| Пол    | Финансијско посредовање   | Некретнине                    | Државна управа и одбрана             | Образовање           | Здравствени и социјални рад   |
| Мушки  | 0                         | 2                             | 6                                    | 4                    | 3                             |
| Женски | 0                         | 0                             | 0                                    | 13                   | 10                            |
| УКУПНО | 0                         | 2                             | 6                                    | 17                   | 13                            |
| Пол    | Остале услужне активности | Приватна домаћинства          | Екстериторијалне организације и тела | Непознато            | Непознато                     |
| Мушки  | 5                         | 0                             | 0                                    | 23                   | 23                            |
| Женски | 1                         | 0                             | 0                                    | 1                    | 1                             |
| УКУПНО | 6                         | 0                             | 0                                    | 24                   | 24                            |